# Salvia sclareoides
Salvia sclareoides là một loài thực vật có hoa trong họ Hoa môi. Loài này được Brot. miêu tả khoa học đầu tiên năm 1804.